# Le Lait Nestlé
 (juillet 2025).
Pour plus de détails, voir Fiche technique et Distribution.
Le Lait Nestlé est un court métrage d'Alain Resnais sorti en 1947.

## Fiche technique
- Tourné en France